# 7068 Мінова
7068 Мінова (7068 Minowa) — астероїд головного поясу, відкритий 26 листопада 1994 року.
Тіссеранів параметр щодо Юпітера — 3,638.